# Reconvilier
Reconvilier (Duits (verouderd): Rokwiler) is een gemeente en plaats in het Zwitserse kanton Bern, en maakt deel uit van het district Jura bernois.
Reconvilier telt 2.284 inwoners.